# Markt Piesting
Markt Piesting – gmina targowa w Austrii, w kraju związkowym Dolna Austria, w powiecie Wiener Neustadt-Land. Liczy 2 980  mieszkańców (1 stycznia 2014).